# Кто я для тебя?
«Кто я для тебя?» (хинди  हम आपके हैं कौन, Hum Aapke Hain Koun...!) — болливудская мелодрама Сураджа Барджатии, вышедшая в прокат в Индии 5 августа 1994 года. Адаптация фильма Nadiya Ke Paar (1982).
Самый успешный фильм 1990-х годов в Индии, он был классифицирован как All Time Blockbuster и являлся вторым по величине кассовых сборов за всю историю индийского кино, уступая лишь фильму «Месть и закон» (Sholay, 1975).

## Описание
Прем (Салман Хан) и Раджеш в детстве остались без родителей и выросли в доме своего дяди, крупного бизнесмена Кайлашната. Раджеш пошёл по его стопам и возглавил семейное предприятие. Прем тоже планирует заняться бизнесом и открыть автосалон. В их доме не хватает только хозяйки, поскольку Кайлашнат, посвятив свою жизнь племянникам, так и не женился. Посовещавшись с родственниками, он решает подыскать Раджешу невесту, и его выбор падает на Пуджу — дочь друга его юности, ныне профессора университета, Сиддхарта Чодхури. Зная, что Раджеш всегда был против женитьбы, они договариваются отправиться на смотрины, не предупредив его. Так как профессор с семьёй как раз совершает паломничество к святому храму, они под этим же предлогом отправляются туда. Познакомившись, Раджеш и Пуджа соглашаются на брак. Но и Прем тоже наконец встречает девушку, которая заставляет его задуматься о женитьбе. Это Ниша (Мадхури Дикшит), сестра Пуджи. Семьи начинают приготовление к свадьбе, и у Према с Нишей появляется возможность чаще видеть друг друга. Однако никто из родственников не замечает их влюблённость.
После пышной свадьбы семьи наносят друг другу визиты, вскоре устраивают традиционный праздник благословения перед появлением ребёнка, а затем в доме появляется новорождённый. Прем и Ниша используют каждую возможность для флирта, и постепенно им становится ясно, как много они значат друг для друга. Поэтому, когда дядя заводит разговор о поисках невесты для Према и поручает это Пудже, Прем открывает ей свою тайну, и они вдвоём отправляются к Нише, чтобы договориться о свадьбе. Но в доме Чодхури происходит несчастный случай: Пуджа падает с лестницы и погибает. Два дома погружаются в траур, и свадьба Према в ближайшее время не планируется. Раджеш очень тяжело переживает смерть жены, теряет интерес к работе, и семейный врач начинает беспокоиться о его здоровье. Чтобы вывести его из этого состояния, врач предлагает Кайлашнату женить его во второй раз. Но поскольку трудно найти женщину, которая относилась бы к его ребёнку, как к родному, Сиддхарт предлагает ему в жёны Нишу, ведь лучшей матери для своего сына Раджешу не найти. Кайлашнат соглашается, а Прем даже не решается сказать о своих отношениях с Нишей. Он очень хочет опять видеть Раджеша счастливым и готов пожертвовать ради этого своим счастьем. Приехав домой, Сиддхарт сообщает Нише, что Кайлашнат хотел бы видеть её своей невесткой, и Ниша, думая, что речь идёт о браке с Премом, с радостью соглашается. Начинаются приготовления к свадьбе, во время которых Ниша узнаёт, что произошла ошибка. Она пытается всё объяснить родителям, но, увидев счастье на лицах Кайлашната и Раджеша, так и не решается. Однако то, что они с Премом пытались скрыть от всех, благодаря воле случая, становится известно во время свадьбы, и Раджеш уступает брату место жениха.

## В ролях
| Актёр          | Роль             |
| -------------- | ---------------- |
| Салман Хан     | Прем             |
| Мадхури Дикшит | Ниша             |
| Мохниш Бехл    | Раджеш           |
| Алок Натх      | Кайлашнат        |
| Анупам Кхер    | Сиддхарт Чодхури |
| Рима Лагу      | миссис Чодхури   |
| Ренука Шахан   | Пуджа            |
| Бинду          |                  |
| Химани Шивпури |                  |
| Сатиш Шах      | доктор           |

## Съёмочная группа
- Режиссёр, сценарист: Сурадж Барджатия
- Продюсеры: Ажит Кумар Барджатия, Камал Кумар Барджатия, Раджкумар Барджатия
- Оператор: Раджан Кинаги
- Композиторы: Рам Лакшман
- Автор стихов песен: Дев Кохли
- Хореография: Джай Бораде
- Художник: Биджон Дас Гупта
- Монтажёр: Мухтар Ахмед
- Песни за кадром исполняют: Лата Мангешкар, С. П. Баласубраманьям, Кумар Сану[англ.], Удит Нараян, Шарда Синха, Шайлендр Сингх

## Саундтрек
| №   | Название                  | Исполнители                                                        | Длительность |
| --- | ------------------------- | ------------------------------------------------------------------ | ------------ |
| 1.  | «Maye Ni Maye»            | Лата Мангешкар                                                     |              |
| 2.  | «Didi Tera Devar Deewana» | Лата Мангешкар, С. П. Баласубраманьям                              |              |
| 3.  | «Mausam Ka Jaadu»         | Лата Мангешкар, С. П. Баласубраманьям                              |              |
| 4.  | «Chocolate Lime Juice»    | Лата Мангешкар                                                     |              |
| 5.  | «Joote Dedo, Paise Lelo»  | Лата Мангешкар, С. П. Баласубраманьям                              |              |
| 6.  | «Pehla Pehla Pyar»        | С. П. Баласубраманьям                                              |              |
| 7.  | «Dhiktana» (вариант 1)    | С. П. Баласубраманьям                                              |              |
| 8.  | «Babul»                   | Шарда Синха                                                        |              |
| 9.  | «Mujhse Juda Hokar»       | Лата Мангешкар, С. П. Баласубраманьям                              |              |
| 10. | «Samdhi Samdhan»          | Лата Мангешкар, Кумар Сану                                         |              |
| 11. | «Hum Aapke Hain Koun»     | Лата Мангешкар, С. П. Баласубраманьям                              |              |
| 12. | «Wah Wah Ramji»           | Лата Мангешкар, С. П. Баласубраманьям                              |              |
| 13. | «Lo Chali Main»           | Лата Мангешкар                                                     |              |
| 14. | «Dhiktana» (вариант 2)    | Лата Мангешкар, С. П. Баласубраманьям, Удит Нараян, Шайлендр Сингх |              |

## Награды
Национальная кинопремия
- Лучший развлекательный фильм[1]
- Лучшая хореография — Джай Бораде[1]

Filmfare Awards
- Лучший фильм
- Лучший режиссёр — Сурадж Барджатия[2]
- Лучшая актриса — Мадхури Дикшит[2]
- Лучший сценарий — Сурадж Барджатия[3]
- Специальный приз — Лата Мангешкар[4]

Screen Weekly Awards
- Лучший фильм
- Лучший режиссёр — Сурадж Барджатия
- Лучшая актриса — Мадхури Дикшит
- Лучшая закадровая певица — Лата Мангешкар
- Лучший сценарий — Сурадж Барджатия
- Лучший монтаж — Мухтар Ахмед